# Classe Ronis
La classe Ronis fu una classe di sommergibili della Marina militare lettone, composta da due unità entrate in servizio nel 1927.
Unità di punta della piccola flotta lettone, le due unità passarono all'Unione Sovietica dopo l'occupazione sovietica della Lettonia nel 1940, venendo quindi integrate in forza alla Flotta del Baltico della Marina militare sovietica; in cantiere per lavori di riparazioni al momento dell'invasione tedesca dell'Unione Sovietica il 22 giugno 1941, entrambe le unità furono autoaffondate nel porto di Liepāja due giorni più tardi perché non cadessero in mano al nemico.

## Caratteristiche
I due sommergibili furono ordinati nel 1925 dal governo della Lettonia, da poco resasi indipendente, come parte di un piano di espansione della neonata marina militare nazionale; la costruzione delle due unità fu commissionata ad altrettanti cantieri navali francesi. Lo scoppio della grande depressione nel 1929 portò alla cancellazione da parte del governo lettone di tutte le spese militari non necessarie, e i due sommergibili, da poco entrati in servizio, costituirono quindi insieme a un paio di dragamine la totalità delle unità da guerra della Marina lettone.
I due battelli della classe Ronis erano piccoli sommergibili adatti alle operazioni in acque costiere. Lo scafo era lungo fuori tutto 55 metri, largo 4,8 metri e con un pescaggio di 3,6 metri; il dislocamento ammontava a 400 tonnellate con il battello in emersione, che salivano a 522 tonnellate in immersione. La profondità operativa massima di collaudo raggiungibile dai due sommergibili era di 49 metri; l'equipaggio ammontava a 27 tra ufficiali e marinai.
I Ronis erano propulsi da due alberi motori azionati, per la navigazione in superficie, da altrettanti motori diesel della Sulzer capaci di una potenza di 1.300 bhp (970 kW), mentre in immersione i battelli erano propulsi da due motori elettrici da 700 bhp (520 kW). La velocità massima toccava i 14 nodi in emersione e i 9 nodi in immersione.
L'armamento di artiglieria dei Ronis verteva su un cannone in calibro 75 mm montato sul ponte e due mitragliatrici da 7,62 mm per la difesa antiaerea. L'armamento silurante era invece basato su sei tubi lanciasiluri da 533 mm, di cui due fissi a prua e quattro collocati a coppie in due impianti esterni allo scafo.

## Unità
| Nome    | Cantiere                      | Impostazione | Varo           | Entrata in servizio | Destino finale                            |
| ------- | ----------------------------- | ------------ | -------------- | ------------------- | ----------------------------------------- |
| Ronis   | AC de la Loire, Nantes        | 1925         | 1º luglio 1926 | 1927                | autoaffondato a Liepāja il 24 giugno 1941 |
| Spidola | AC Augustin Normand, Le Havre | 1925         | 6 ottobre 1926 | 1927                | autoaffondato a Liepāja il 24 giugno 1941 |